# Parapseudoleptomesochra syriaca
Parapseudoleptomesochra syriaca is een eenoogkreeftjessoort uit de familie van de Ameiridae. De wetenschappelijke naam van de soort is voor het eerst geldig gepubliceerd in 1985 door Cottarelli, Puccetti & Saporito.